# Подлесное (Хмельницкая область)
Подлесное (укр. Підлісне) — село в Деражнянском районе Хмельницкой области Украины.
Население по переписи 2001 года составляло 278 человек. Почтовый индекс — 32240. Телефонный код — 3856. Занимает площадь 1,354 км². Код КОАТУУ — 6821587803.

## История
В 1945 г. Указом Президиума ВС УССР село Хутора Яськовецкие переименовано в Подлесное.

## Местный совет
32240, Хмельницкая обл., Деражнянский р-н, с. Новосёлка, ул. Первомайская, 13а